# Шиян Анатолій Іванович
Анато́лій Іва́нович Шия́н (* 5 квітня 1906, Борисовка — 6 травня 1989, Київ) — український письменник, член Спілки письменників України від 1936 року.

## Біографічні дані
Народився 5 квітня 1906 року в слободі Борисовці у Східній Слобожанщині (нині смт Бєлгородської області Росії) у родині селянина-маляра. Тут він закінчив трикласну початкову школу. З 1924 року працював санітаром, а потім аптекарем у Борисовській народній лікарні.
В 1925 році вступив до Київського лісотехнічного інституту, який закінчив у 1929 році. У роки навчання в інституті публікувався у журналі «Молодий більшовик» — перше оповідання «Лісокради» вийшло в 1928 році. Широку популярність йому принесли повість «Баланда» (1930), романи «Магістраль» (1934), і «Гроза», за яким у 1959 році було знято кінофільм «Гроза над полями». Належав до літературних організацій «Молодняк» і ВУСПП.
У роки радянсько-німецької війни був військовим кореспондентом спершу газети «Советская Армия», а з липня 1941 — щойно створеної фронтової газети «За Радянську Україну», очоленої М. Бажаном. У січні 1943 його переводять до Українського штабу партизанського руху, а в травні відряджають на кілька місяців у тил ворога — до партизанського з'єднання О. Сабурова. Після повернення з ворожого тилу він завідував партизанським відділом газети «Радянська Україна». Написав книгу-репортаж «Партизанський край».
У повоєнні роки він пише повісті, оповідання, працює в жанрі драматургії. У своїх творах часто повертається думкою до рідних країв. Член ВКП (б) з 1947 року
Переклав історичну трилогію «Нашестя монголів» Василя Яна: «Чингісхан», «Батий» і «До останнього моря».
У Києві мешкав у будинку письменників Роліт. Помер 6 травня 1989 року. Похований у Києві на Байковому кладовищі (ділянка № 52).

## Твори

«Справжнє щастя». Нарис. 1948

Автор великої кількості книг оповідань, повістей і нарисів.
- Повість «Баланда» (1930).
- Збірка оповідань «Озерянки» (1932 і 1940).
- «Переможці. Оповідання і нариси» (1950).
- «Партизанський край» (1946).
- «Вибране» (1947).
- Романи:
  - «Магістраль» (1934),
  - «Гроза» (1936),
  - «Хуртовина» (1979).
- Збірки п'єс:
  - «Де тирса шуміла» (1961),
  - «Тиха обитель» (1969).
- Твори для дітей молодшого шкільного віку:
  - казка «Івасик-Телесик»,
  - п'єси-казки «Котигорошко», «Ялинка» (1947),
  - збірка «П'єси-казки» (1951).
- кіносценарії:
  - «Гроза над полями» (1958)
  - «Летючий корабель» (1960), обидва зняті на Київській кіностудії

## Нагороди та премії

Могила Анатолія Шияна

Літературна премія імені Андрія Головка (1980) за роман «Хуртовина».
Був нагороджений орденами Вітчизняної війни, Червоної Зірки, «Знак Пошани» (6.06.1966), чехословацьким орденом «Військовий хрест», медалями.

## Пам'ять
У Києві було створено музей-квартиру письменника.
В журналі «Перець» № 07 за 1976 р. розміщено дружній жарж А.Арутюнянца, присвячений 70-річчю А.Шияна.